# Auster AOP.6
El Auster AOP.6 (construido inicialmente como Taylorcraft Auster AOP.VI) fue un avión de observación militar aérea británico producido por Auster Aircraft Limited para reemplazar a los numerosos aviones Taylorcraft Auster de la época de guerra que entonces estaban en servicio.

## Desarrollo

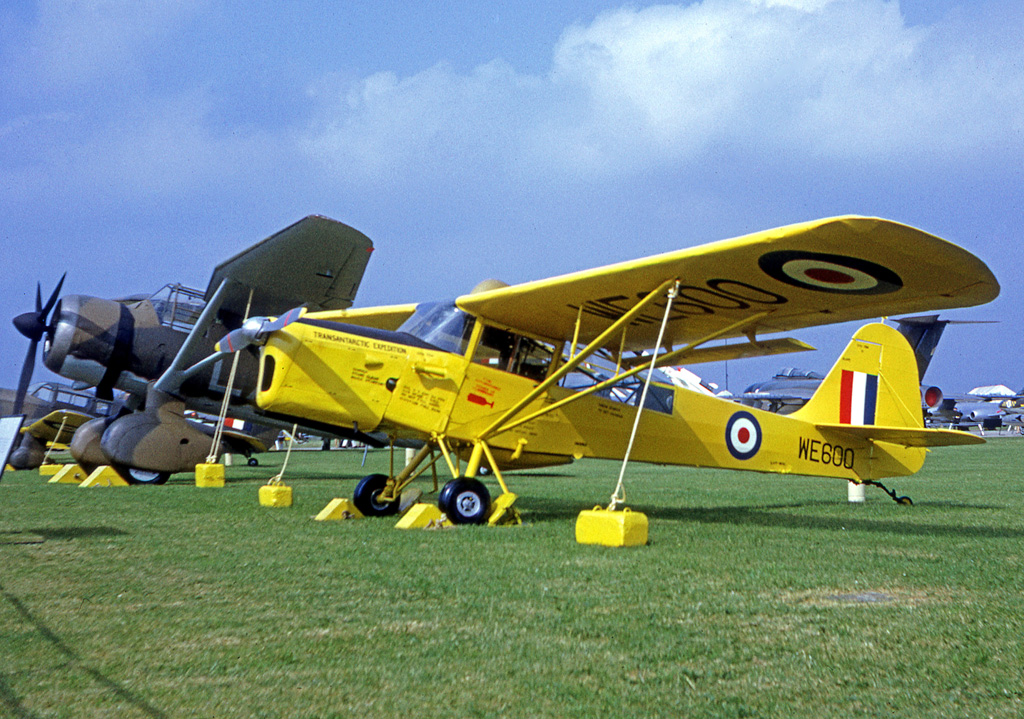
Auster Antartic WE600 utilizado por la Expedición Transantártica de la Commonwealth.

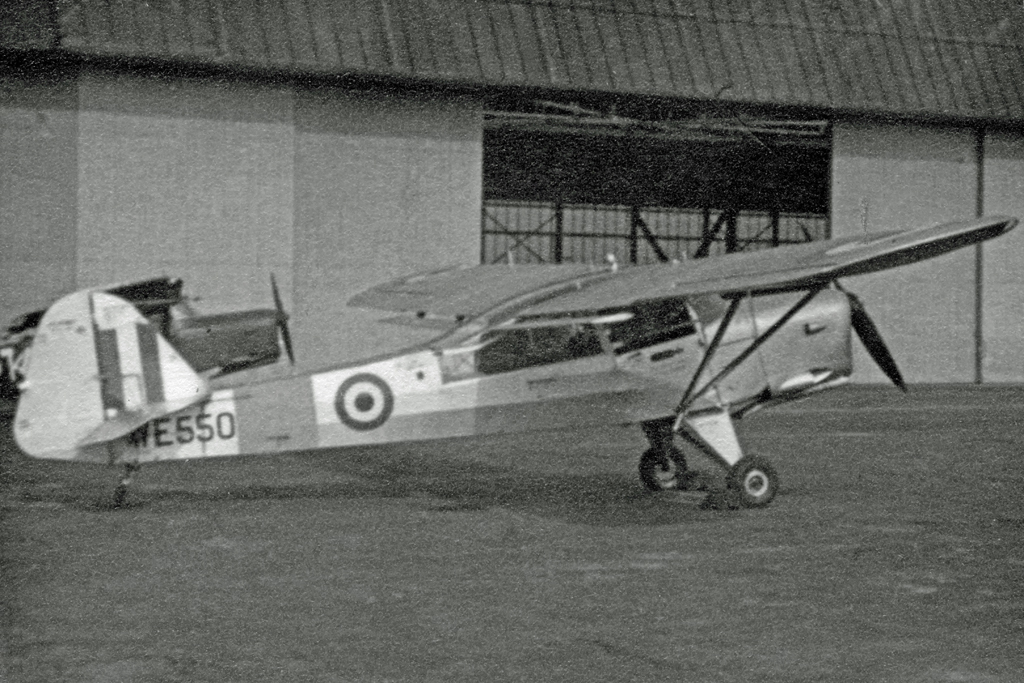
Avión de entrenamiento Auster T.7 del 663 AOP Squadron en 1952.

El Auster AOP.6 (Model K) fue diseñado como sucesor del Taylorcraft Auster V, tenía un fuselaje reforzado, mayor peso total y un motor De Havilland Gipsy Major 7 de 108 kW (145 hp). Tenía una apariencia diferente a la de los Auster de la guerra debido a los puntales del tren de aterrizaje alargados (debido a la hélice más grande) y a los flaps externos no retráctiles.
En 1949 se completó una producción inicial de 296 unidades para la Real Fuerza Aérea. Se produjo un segundo lote a partir de 1952 y se entregaron en total unas 400 unidades. Algunos aviones encargados por la Real Fuerza Aérea fueron desviados a la Fuerza Aérea Belga (22) y a la Real Fuerza Aérea Auxiliar de Hong Kong (2). Se entregaron aviones nuevos a la Real Fuerza Aérea Canadiense, la Fuerza Aérea Sudafricana y la Fuerza Aérea de la Legión Árabe (Jordania).
Se produjo una versión de entrenamiento del AOP.6 con controles duales, sirviendo 77 ejemplares como Auster T.7 (Model Q). Estos aviones volaron junto al AOP.6 en los escuadrones AOP.
En 1955 se modificaron dos aviones T.7 para su uso en la Expedición Transantártica de la Commonwealth de 1956, siendo designados Auster Antartic (Model C4). El avión tenía equipo de radio adicional, superficies de cola más grandes, la posibilidad de equiparse con flotadores o esquís según fuera necesario y un acabado amarillo brillante para aumentar la visibilidad contra la nieve y el hielo.
El avión fue reemplazado gradualmente por el Auster AOP.9 desde 1955 y los aviones excedentes se convirtieron para su uso civil, primero como Auster 6A y luego como Beagle A.61 Terrier.

## Variantes

### Producción
Model K (Auster AOP.6)
Aviones de producción, 378 construidos.
Model Q (T.7)
Variante de entrenamiento del AOP.6 con doble control, 84 construidos.
Auster AOP.8
Propuesta variante AOP de tres asientos del T.7, no construida.

### Conversiones
Auster T.7 Antartic
Dos T.7 convertidos para su uso en la Expedición Transantártica de la Commonwealth de 1956.
Auster T.10
AOP.6 convertidos al estándar T.7, 10 conversiones.
Auster 6A Tugmaster
Antiguos aviones militares reconvertidos para su uso como remolcadores de planeadores civiles.
Beagle A.61 Terrier
Antiguos aviones militares reconvertidos para uso civil.
Marshalls MA.4
Un Auster T.7 modificado por Marshalls of Cambridge con un ala nueva y un plano de cola más grande. Las perforaciones en el ala, los alerones y los flaps estaban conectadas a una bomba de succión propulsada por un motor de turbina de gas auxiliar en el fuselaje. El avión se utilizó para la investigación sobre el control de la capa límite. El único ejemplar, matrícula VF665, perdió el control y se estrelló el 8 de marzo de 1966 en Suffolk, muriendo ambos tripulantes.

## Operadores

### Militares
Australia

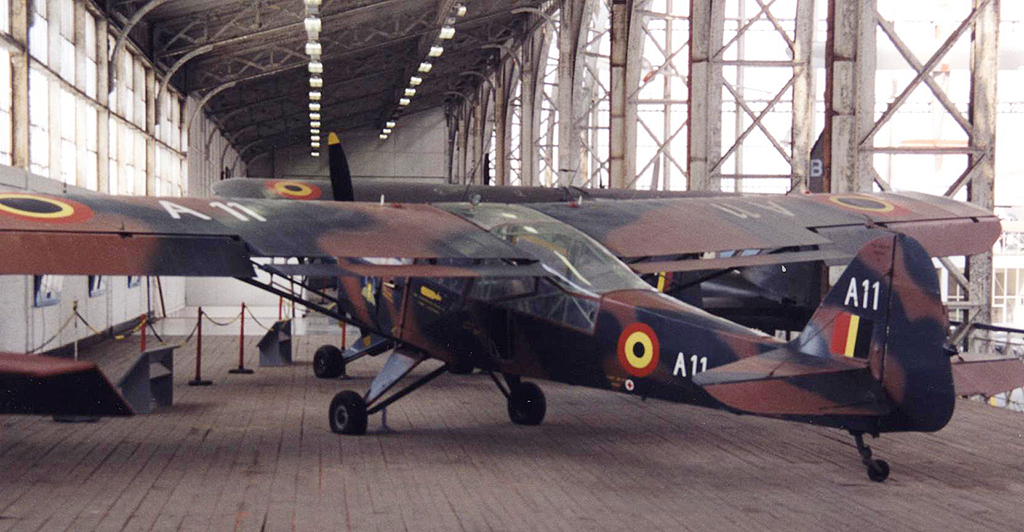
Auster AOP.6 de la Fuerza Aérea Belga expuesto en el Museo de Bruselas, en abril de 2000.

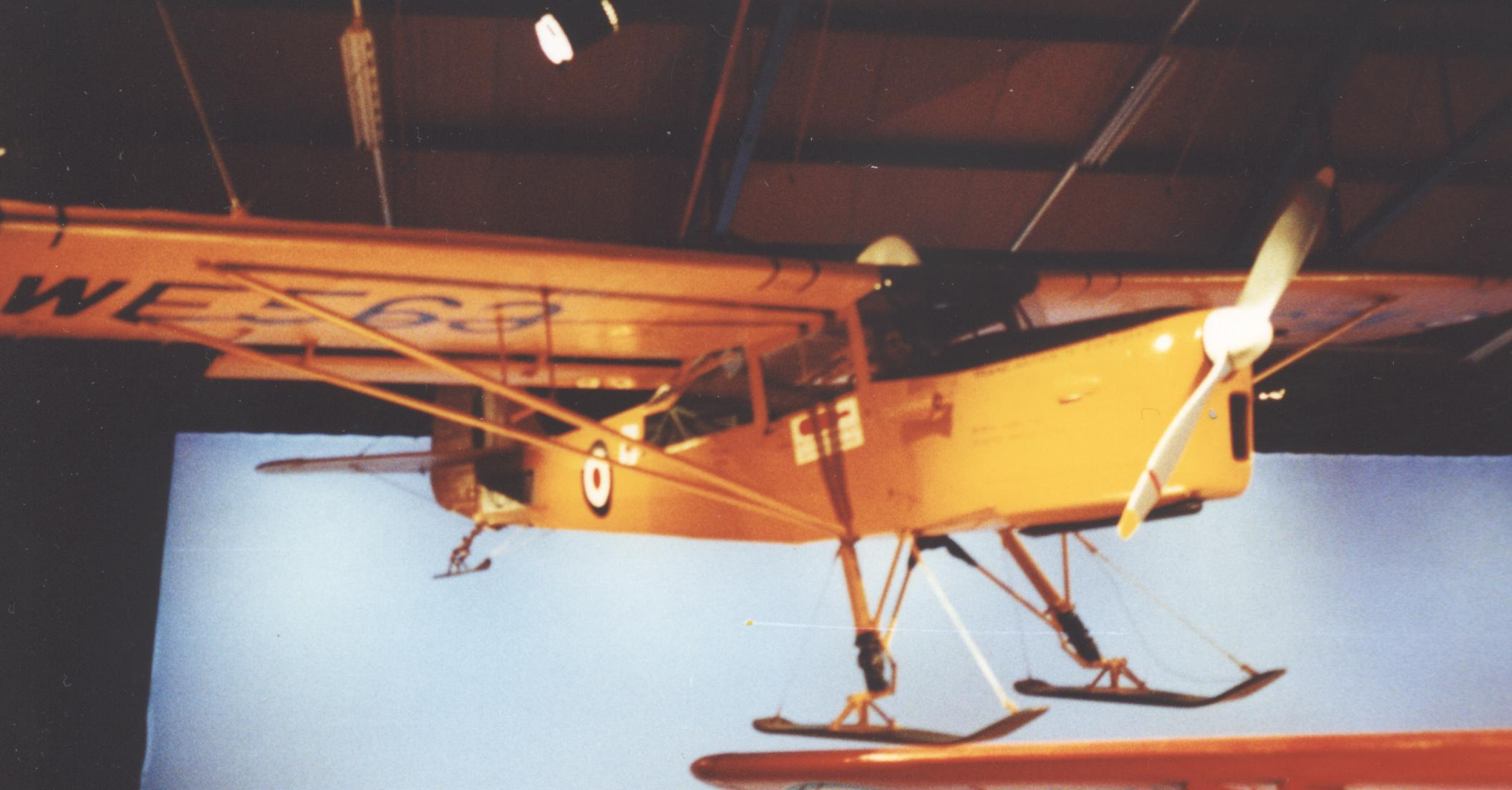
Uno de los dos aviones antárticos T.7C con esquís en exhibición en el Museo de la Fuerza Aérea de Nueva Zelanda, Wigram, cerca de Christchurch, en marzo de 1992.

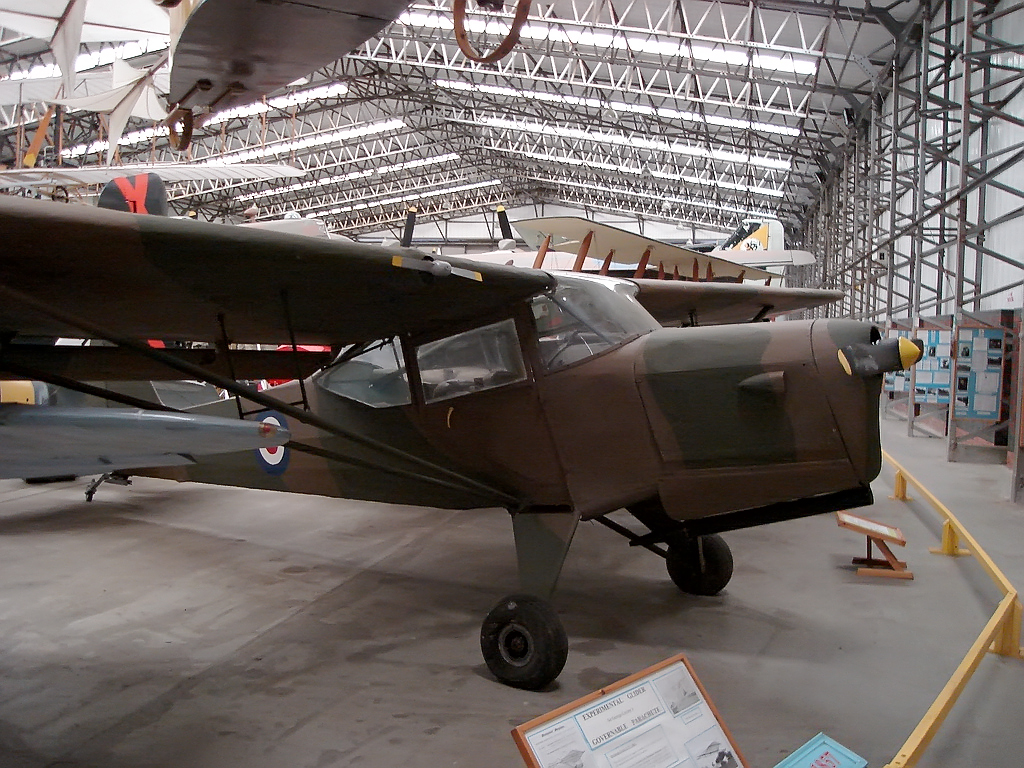
Auster AOP.6 conservado en el Museo del Aire de Yorkshire.

- Real Fuerza Aérea Australiana: sólo dos aviones AOP.6.

 Bélgica
- Ejército belga (AOP.6)
- Fuerza Aérea Belga (AOP.6)

 Birmania
- Fuerza Aérea de Birmania (T.7)

 Canadá
- Real Fuerza Aérea Canadiense (AOP.6 y T.7)

 Hong Kong
- Real Fuerza Aérea Auxiliar de Hong Kong

 India
- Fuerza Aérea India
- Ejército Indio

 Jordania (Transjordania)
- Legión Árabe (AOP.6 y T.7)
- Real Fuerza Aérea Jordana

 Nueva Zelanda
- Real Fuerza Aérea de Nueva Zelanda: la RNZAF utilizó un Auster T.7C para la Expedición Transantártica de la Commonwealth de 1956.

 Pakistán
- Fuerza Aérea de Pakistán (AOP.6)
- Ejército de Pakistán (AOP.6)

 Reino Unido
- Armada británica
- Real Fuerza Aérea (AOP.6 y T.7)

 Sudáfrica
- Fuerza Aérea Sudafricana (AOP.6)

## Especificaciones (AOP.6)
Referencia datos: Macdonald Aircraft Handbook

### Características generales
- Tripulación: Dos (piloto y observador)
- Longitud: 7,2 m (23,8 ft)
- Envergadura: 11 m (36 ft)
- Altura: 2,6 m (8,4 ft)
- Superficie alar: 17,1 m² (184,1 ft²)(excluyendo los flaps)
- Peso vacío: 641 kg (1412,8 lb)
- Peso máximo al despegue: 980 kg (2159,9 lb)
- Planta motriz: 1× motor lineal invertido de 4 cilindros refrigerado por aire De Havilland Gipsy Major 7.
  - Potencia: 108 kW (149 HP; 147 CV)
- Hélices: Bipala de paso fijo
- Capacidad de combustible: 105 L

### Rendimiento
- Velocidad máxima operativa (Vno): 200 km/h (124 MPH; 108 kt) a 305 m (1000 pies)
- Velocidad crucero (Vc): 174 km/h (108 MPH; 94 kt)
- Velocidad de entrada en pérdida (Vs): 51 km/h (32 MPH; 28 kt) (con flaps)
- Alcance: 507 km (274 nmi; 315 mi)
- Techo de vuelo: 4300 m (14 108 ft)
- Régimen de ascenso: 4,1 m/s (807 ft/min) con 816 kg
- Carga alar: 57 kg/m² (11,7 lb/ft²)
- Potencia/peso: 0,1111 kW/kg (0,0676 hp/lb)

## Aeronaves relacionadas

### Desarrollos relacionados
- Auster AOP.9

### Secuencias de designación
- Secuencia Alfanumérica (interna de Auster): ← J/5 Autocar - J/5 Aiglet Trainer - J/5 Alpine - AOP.6 - 6A Tugmaster - 6B Terrier - Avis - T.7 - B4 - B5 - AOP.9 - B8 Agricola - Antarctic - Atlantic - D4 - D5 →